# Lemtouna
Les Lemtouna, Lamtouna, Lamtuna (en amazighe : ⵉⵡⵉⵍⵍⵉⵎⵎⵉⴷⵏ, litt: Iwillimmidn) sont une tribu berbère nomade issue des Sanhaja, qui habitait traditionnellement des zones allant du Souss au plateau de l'Adrar.
Les Lemtouna rejoignirent Abdellah ben Yassin pour porter les Almoravides au pouvoir.

## Histoire
Les Lemtouna ont été tardivement islamisé et avec les Goudala, fonderont une confédération pour contrôler des routes caravanières du commerce transsaharien. En 680, les Lemtouna sont signalés au sud de l'Oued Drâa au moment de l'expédition d'Oqba Ibn Nafi.
D'après le géographe Al Idrissi, les Lemtouna sont une composante de la branche des Lamta qui occupaient l'Oued Noun situé dans le sud du Maroc actuel[réf. souhaitée]. En effet, les pays du Noul occidental dans la région de l'Oued Noun et de Tazukkaght dans la Seguia el-Hamra appartenaient aux Lemtouna. Et ceux-ci pourraient bien correspondre aux Lemlamitani antiques de Souk Ahras en Algérie.
Au début de l'ère almoravide, la confédération s'effondra, les Guddala seront les premiers à rejoindre Abdellah ben Yassin, fondateur des Almoravides et affronteront les Lemtouna, initialement réticents aux Almoravides, qui perdront la bataille de Tabfarilla mais les Lemtouna s'associeront ensuite définitivement aux Almoravides et surplanteront les Guddala en devenant dirigeants de la dynastie almoravide.
Les ancêtres des Almoravides originaires du Tafilalet et des montagnes de l'Atlas avaient été détournés du Maroc atlantique par les Masmouda et durent réorienter leur migration vers le sud.
Au cours de la période almoravide, de nombreux Lemtounas ont émigré vers le Nord. Les Banu Ghaniya, successeurs de cette dynastie à Tripoli et dans les monts Nafusa et les gouverneurs des îles Baléares jusqu'au milieu du 13e siècle provenaient également de cette tribu.

## Lemtounas notables
- Abu Bakr ibn Umar
- Yusuf ibn Tashfin
- Yahya ibn Umar al-Lamtuni

#### Francophone
- French West Africa. Comité d'études historiques et scientifiques, Bulletin du Comité d'études historiques et scientifiques de l'Afrique occidentale française : Volume 2, Librairie Larose, 1919